# Indasclera obscura
Indasclera obscura is een keversoort uit de familie schijnboktorren (Oedemeridae). De wetenschappelijke naam van de soort is voor het eerst geldig gepubliceerd in 1980 door Švihla.